# Teleduc
Teleduc es el centro de educación a distancia de la Pontificia Universidad Católica de Chile. Creado en 1976, además tuvo transmisión televisiva por Canal 13 hasta finales de 2002. Fue el primer proyecto de televisión educativa del país y el único hasta la creación de TV Educa Chile en abril de 2020. También se desarrolla por medio de la entrega de material educativo y un sistema de evaluación de los inscritos.
Sus servicios son:
- Cursos a distancia (de intereses generales o de cursos de la UC)
- Diplomados no presenciales